# كروسيا (إيطاليا)
كروسيا (كالابريان: Crusìa) هي مدينة وكومونا في مقاطعة كزنسة بمنطقة قلورية، جنوب إيطاليا.